# Turma da Pata Lee
A Turma da Pata Lee ou Os Adolescentes é um grupo de personagens das histórias em quadrinhos Disney.

## Personagens
- Pata Lee: Uma hippie sempre de bem com vida. Sua primeira aparição foi em "Arriva Paperetta Yè-Yè", de 1966. Criada por Romano Scarpa, é neta de Dora Cintilante,[2] ex-namorada do Tio Patinhas, criada pelo americano Carl Barks.[3] Quando começou a ser publicada no país nos anos 70, era chamada de Pata Ié-Ié, mas com o surgimento da série, passou a ser conhecida como Pata Lee, em homenagem a cantora Rita Lee.[1] Originalmente estudante de Jornalismo, nas histórias brasileiras ela se tornou musicista.
- Folião: criado como uma ave brasileira chamada Aracuã, nome pelo qual era chamado em sua primeira aparição no longa animado da Disney Você já foi à Bahia?, também aparece em Melody Time com o Pato Donald e Zé Carioca na canção "Blame it on the Samba".[4] Mudou de nome ao ser inserido na Turma. Extremamente atrapalhado e cheio de manias malucas, vive se metendo em confusão.
- Parceiro: é um pelicano, o bonitão da turma. Filho de pais ricos, está sempre bancando o playboy, às voltas com as últimas tendências como pretexto para arranjar paqueras, mas nunca consegue pois ninguém cai na sua conversa. Sua primeira aparição foi "A Fonte de renda", de 1986. Criado por Luiz Podavin. As personagens Netúnia e Olímpia também aparecerem pela primeira vez nesta história.
- Netúnia: é uma coruja, a menina precoce do grupo, sempre sabendo de tudo sobre astrologia, ufologia, mas ninguém lhe dá ouvidos. Costuma ter um temperamento explosivo, tendo pouca paciência para as excentricidades do Folião.
- Olímpia: uma garça viciada em esportes. É atleta e está sempre insistindo para que os amigos se exercitem junto com ela.

Os três últimos personagens foram criados no Brasil pelo Estúdio Disney da Editora Abril.

## Publicação
A primeira história do grupo foi "A Fonte De Renda" publicada em O Pato Donald #1759, escrita por Arthur Faria Jr. e desenhada por Luiz Podavin, o grupo teve história publicada em mixes de outros personagens, mas nunca teve uma revista própria, porém, a edição #182 da revista Edição Extra (1988) foi intitulada "Os Adolescentes", contendo 84 páginas e 9 histórias, a última história publicada foi "Como Nos Velhos Tempos", desenhada por Paulo Borges e publicada em Zé Carioca #2138 (1999). A série não costumava ter a presença de outros personagens da Disney, exceto pelo Prefeito Leitão, prefeito de Patópolis, presente em duas histórias.
A série foi publicada na Itália como "Gli Adolescenti", porém, não deram continuidade as histórias brasileiras, a Pata Lee tem aparecido em histórias sem a Turma, nessas histórias, é retratada como uma adulta, tornando-se uma repórter do jornal A Patada do Tio Patinhas.